# Schmelzra
Schmelzra (feminin la schmelzra) ist ein altes rätoromanisches Wort aus dem Bergbau für Schmelze, Bergwerkshütte.
Die bedeutendsten Schmelzras in der Rumantschia bestanden:
- im Val S-charl, heute zugänglich als Museum Schmelzra,
- im Val Schons in Andeer und Zillis und
- im Val Ferrera in Ausserferrera.